# Blädinge kyrkby
Blädinge är kyrkbyn i Blädinge socken i Alvesta kommun i Kronobergs län belägen väster om sjön Salen mellan Alvesta och Vislanda. 1995 kom Blädinge kyrkby att ingå i södra delen av en småort som SCB benämnde Jutagården. Från 2015 avgränsar SCB åter här en småort.
I byn ligger Blädinge kyrka.